# Sulaymani
Sulaymani fou un principat tribal kurd autònom d'origen marwànida, establert inicialment a Khukh a la comarca de Ghazali (entre el Kulp i el Batman Su abans de la seva confluència) oi posteriorment estès a nombrosos castells del territori fins al Tigris. Els sulaymani eren la tribu dirigent confederats a diverses tribus la major part nòmades, entre les quals la principal era la dels Banuki, i la més activa la dels Basiyan; algunes tribus eren yazidites. El principat no tenia bones relacions amb el seu veí el principat de Sasun. Es van dividir en dues branques, la de Kulp i Batman i la de Mayyafarikin.